# 調控回授網路
調控回授網路（Regulatory feedback networks）是利用负反馈來進行推理的類神經網路。回授不是為了最佳學習或是最佳訓練的權重，是用來找到節點的最佳活化方式（optimal activation of nodes）。此作法的效果類似無母數統計，但和最近鄰居法不同，調控回授網路在數學上已證明可以模擬前馈神经网络。

## 網路的起源及應用
調控回授網路起源於解釋腦部認知的模型，包括在感官認知中常常會出現網絡範圍的簇狀發放以及因相似造成的因難 。此作法在數學上可等效分類為前饋法，用作創建及修改網路的工具。